# Objektformel
Die Objektformel bezeichnet einen Versuch, den Inhalt der von Art. 1 Abs. 1 GG geschützten Menschenwürde näher zu bestimmen.

## Inhalt
Schutzobjekt von Art. 1 Abs. 1 GG ist die Würde des Menschen. Dabei wird der Mensch als Selbstzweck verstanden. Aufgrund der Schutzrichtung der Norm statuiert das Grundgesetz die Menschenwürde als Abwehrrecht gegen staatliche Gewalt und gleichzeitig positive Schutzpflicht für den Staat. Innerhalb dieser Vorgaben des Grundgesetzes darf der Mensch nicht zum bloßen Objekt oder Mittel degradiert werden, was Auswirkungen auf die Eingriffsvoraussetzungen (gemeint ist der verletzbare Achtungsanspruch als Rechtsanspruch mit Gestaltungsauftrag an die Staatsgewalt) in das Grundrecht hat. Diese bestimmt die vom Bundesverfassungsgericht verwendete Objektformel. 
Die Objektformel „füllt den Begriff der Menschenwürde von der Verletzung her mit Inhalt.“ Diese werde verletzt, „wenn der konkrete Mensch zum Objekt, zu einem bloßen Mittel, zur vertretbaren Größe herabgewürdigt wird.“ Anders formuliert schütze Art. 1 Abs. 1 GG den Menschen davor, „dass er durch den Staat oder durch seine Mitbürger als bloßes Objekt, das unter vollständiger Verfügung eines anderen Menschen steht, als Nummer eines Kollektivs, als Rädchen im Räderwerk behandelt und dass ihm damit jede eigene geistig-moralische oder gar physische Existenz genommen wird.“ Indizien für Verletzungshandlungen sind Situationen, die sich darin äußern, dass „man sich nicht wehren oder entziehen könne“, „sich gedemütigt oder völlig überflüssig fühle“.

## Geschichte
Die Objektformel geht im Ansatz auf Josef Wintrich zurück und wurde von Günter Dürig „zu Bekanntheit und Bedeutung geführt.“ Sie knüpft an das Instrumentalisierungsverbot Immanuel Kants an.
Das Bundesverfassungsgericht hat in diversen Entscheidungen auf die Objektformel zurückgegriffen.

## Kritik
In der jüngeren Diskussion ist die Objektformel verschiedentlich kritisiert worden: Sie tauge „zur Identifizierung evidenter Menschenwürdeverletzungen herkömmlicher Art, weist aber sonst Identifikationsschwächen auf“ und entpuppe sich als „Passepartout für subjektive Wertungen aller Art.“ Auch ihr „tautologisches Element“ sei problematisch. Entsprechend hat auch das Bundesverfassungsgericht im sogenannten Abhörurteil darauf hingewiesen, dass „allgemeine Formeln wie die, der Mensch dürfe nicht zum bloßen Objekt der Staatsgewalt herabgewürdigt werden, […] lediglich die Richtung andeuten [können], in der Fälle der Verletzung der Menschenwürde gefunden werden können.“
Da es gleichwohl an einer präziseren Umschreibung des Gehalts der Menschenwürde fehlt, deren Möglichkeit überdies angezweifelt wird, bleibe es für die Praxis bei der „Maßgeblichkeit der Objektformel.“